# Emmanuel Riggins
Emmanuel Riggins (* 17. September 1942 in Yazoo City, Missouri; † 28. Mai 2015 in Cleveland) war ein US-amerikanischer Keyboarder, Musikproduzent und Arrangeur.

## Leben
Riggins besuchte die Warren G. Harding High School (Abschluss 1961) und studierte Musik an der Youngstown State University, Wayne State University und Computertechnologie am Control Data Institute. Er spielte während der Ableistung seines Militärdienstes im Vietnamkrieg in einer Armyband bei seiner Entlassung aus der Armee erhielt er die National Defense Service Medal. Um 1970 spielte er mit Grant Green, zu hören auf den Blue-Note-Alben Green Is Beautiful, Visions und Shades of Green Riggins konnte Green dazu überreden, von New York nach Detroit zu ziehen. In den 1970er-Jahren arbeitete er mit Billy Wooten (für den er auch arrangierte) und der Sängerin Betty Lou Landreth. Im Bereich des Jazz war er zwischen 1970 und 1996 an sechs Aufnahmesessions beteiligt, zuletzt mit Calvin Brooks. Für Marcus Belgrave produzierte er die Smooth-Jazz-Single Maria/Two Ships Passing in the Night. Im Hauptberuf arbeitete er lange Jahre in Ohio als Schweißer bei Levi Steel und als Pflegedienstfahrer. Riggins war in späteren Jahren Kirchenorganist der New Freedom Missionary Baptist Church in Youngstown, Ohio, bevor er sich 2012 zur Ruhe setzte.
Er ist der Vater des Jazz-Schlagzeugers und Hip-Hop-Produzenten Karriem Riggins (* 1975).